# هنري تانغ
هنري تانغ (بالإنجليزية: Henry Tang) (و. 1952  م) هو سياسي، وقاضي صلح ‏ من هونغ كونغ، والصين، ولد في هونغ كونغ البريطانية.

## مناصب
تولى منصب أمين عام الشؤون الإدارية (1 يوليو 2007–29 سبتمبر 2011)، وأمين عام الشؤون الإدارية (1 يوليو 2007–28 سبتمبر 2011)، ورئيس هونغ كونغ التنفيذي (25 مايو 2005–21 يونيو 2005)، ووزير المالية (هونغ كونغ) (5 أغسطس 2003–30 يونيو 2007)، وSecretary for Commerce, Industry and Technology ‏ (1 يوليو 2002–3 أغسطس 2003)، وعضو المجلس التشريعي المؤقت ‏ (25 يناير 1997–30 يونيو 1998)، وعضو في اللجنة الوطنية لجمهورية الصين الشعبية، وعضو دائم في اللجنة الوطنية للمؤتمر الاستشاري السياسي للشعب الصيني.

## التعليم
تعلم في جامعة ميشيغان، وتحصل منها على بكالوريوس في الفنون.

## جوائز
حصل على جوائز منها:
- وسام غراند باوهينيا (الصين)
- نجمة بواهينيا الذهبية  [لغات أخرى]‏.

| المناصب السياسية  | المناصب السياسية                                       | المناصب السياسية  |
| ----------------- | ------------------------------------------------------ | ----------------- |
| سبقه Rafael Hui   | أمين عام الشؤون الإدارية 1 يوليو 2007 - 29 سبتمبر 2011 | تبعه Stephen Lam  |
| سبقه Rafael Hui   | أمين عام الشؤون الإدارية 1 يوليو 2007 - 28 سبتمبر 2011 | تبعه Stephen Lam  |
| سبقه دونالد تسانغ | رئيس هونغ كونغ التنفيذي 25 مايو 2005 - 21 يونيو 2005   | تبعه دونالد تسانغ |
| سبقه Antony Leung | وزير المالية (هونغ كونغ) 5 أغسطس 2003 - 30 يونيو 2007  | تبعه جون زنغ      |